# Anton Bucheli
Anton «Toni» Bucheli (* 14. September 1929 in Luzern; † 7. Juni 2020) war ein Schweizer Fussballschiedsrichter aus Luzern.

## Karriere
Bucheli war von 1951 bis 1975 aktiver Schiedsrichter. Er stieg 1962 zum FIFA-Schiedsrichter auf und leitete u. a. das Wiederholungsspiel des Finals des Europapokals der Pokalsieger zwischen dem FC Chelsea und Real Madrid am 21. Mai 1971 in Athen. Insgesamt leitete Bucheli rund 1200 Spiele.
Nach seiner aktiven Laufbahn war Bucheli als Instruktor und Ausbilder in Afrika und Asien tätig.

## Privates
Bucheli war gelernter Maschinenmechaniker und arbeitete während seiner Schiedsrichterkarriere als Versicherungsagent.
Bucheli war Vater von zwei Söhnen und zwei Töchtern. Bucheli starb im Juni 2020 im Alter von 90 Jahren.